# U-561
Unterseeboot 561 foi um submarino alemão do Tipo VIIC, pertencente a Kriegsmarine que atuou durante a Segunda Guerra Mundial.

## Comandantes
| Comandante             | Data                                        |
| ---------------------- | ------------------------------------------- |
| Kptlt. Robert Bartels  | 13 de março de 1941 - 5 de setembro de 1942 |
| Kptlt. Heinz Schomburg | 5 de setembro de 1942 - 18 de junho de 1943 |
| Oblt. Fritz Henning    | 19 de junho de 1943 - 12 de julho de 1943   |

## Subordinação
Durante o seu tempo de serviço, esteve subordinado às seguintes flotilhas:
| Período                                      | Flotilha                                   |
| -------------------------------------------- | ------------------------------------------ |
| 13 de março de 1941 - 1 de junho de 1941     | 1. Unterseebootsflottille (treinamento)    |
| 1 de junho de 1941 - 31 de janeiro de 1942   | 1. Unterseebootsflottille (serviço ativo)  |
| 1 de fevereiro de 1942 - 12 de julho de 1943 | 23. Unterseebootsflottille (serviço ativo) |

## Operações conjuntas de ataque
O U-561 participou das seguinte operações de ataque combinado durante a sua carreira:
- Rudeltaktik Bosemüller (28 de agosto de 1941 - 2 de setembro de 1941)
- Rudeltaktik Seewolf (2 de setembro de 1941 - 15 de setembro de 1941)